# ديشار صيني جنوبي
ديشار صيني جنوبي (الاسم العلمي:Pteris austrosinica) هو نوع من النبات يتبع جنس الديشار من الفصيلة الديشارية.